# NGC 752
NGC 752, Caldwell 28 ou Melotte 12 est un amas ouvert situé dans la constellation d'Andromède. Repérable aux jumelles, cet amas étendu s'observe bien dans un petit télescope d'amateur.

## Caractéristiques

### Situation

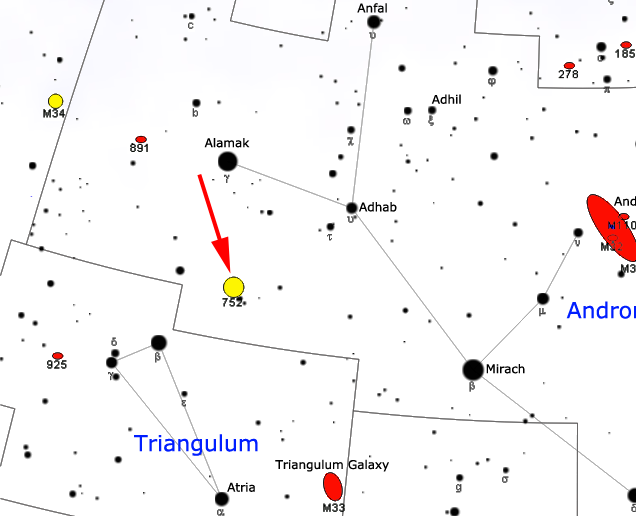
Position de NGC 752

Situé à environ 5° au sud de l'étoile Almach à proximité immédiate de la double visuelle 56 And, NGC 752 se repère aisément dans le prolongement de la ligne reliant β et γ du Triangle.

### Composition
Classé III1m dans la classification de Trumpler, NGC 752 présente au télescope plus de 70 étoiles assez peu concentrées et de luminosité proches dont les plus brillantes approchent la magnitude 10. Son diamètre visuel est de 33 a.l. Une étude de 2018 recense 258 étoiles comme membres de cet amas. En utilisant des modèles d'évolution stellaire et d'isochrones MESA, son âge a pu être déterminé à 1,34 ± 0,06 milliard d'années ; en raison de cet âge important pour un amas ouvert, ses étoiles sont de faible masse sur la séquence principale, ou un peu plus massives mais étant dans leur phase de géante rouge. Une traînarde bleue est également présente, tout comme quelques binaires spectroscopiques et quelques étoiles variables,.

## Observation
De magnitude 5,7, l'amas peut être vu à l'œil nu dans un ciel peu pollué. Du fait de son extension apparente et de son manque de concentration il est une cible réservée à des jumelles ou des télescopes de courte focale et offre un bon rendu en ciel peu pollué.

### Conditions d'observation
Présentant peu d'intérêt visuel en lui-même, l'amas peut être présenté avec l'astérisme qui le jouxte à condition de disposer d'un champ réel d'au moins 2°. Au télescope, la focale de l'objectif ne doit pas excéder 600 à 1 000 mm et le grossissement adapté est de l'ordre de 25 à 50 fois. Aux jumelles, la vue est gratifiante en ciel peu pollué.

### Astérisme
Un astérisme à proximité formé par 5 étoiles de magnitude 5,5 à 7,5 dont 56 Andromedae l'associe à une forme évocatrice qui évoque un tir au but ou un putt de golf.

### Découverte
NGC 752 a été décrit pour la première fois en 1783 par l'astronome germano-britannique William Herschel. Néanmoins, il est probable que Giovanni Battista Hodierna l'ait repéré avant 1654.